# Stazione meteorologica di Porto Vecchio-La Chiappa

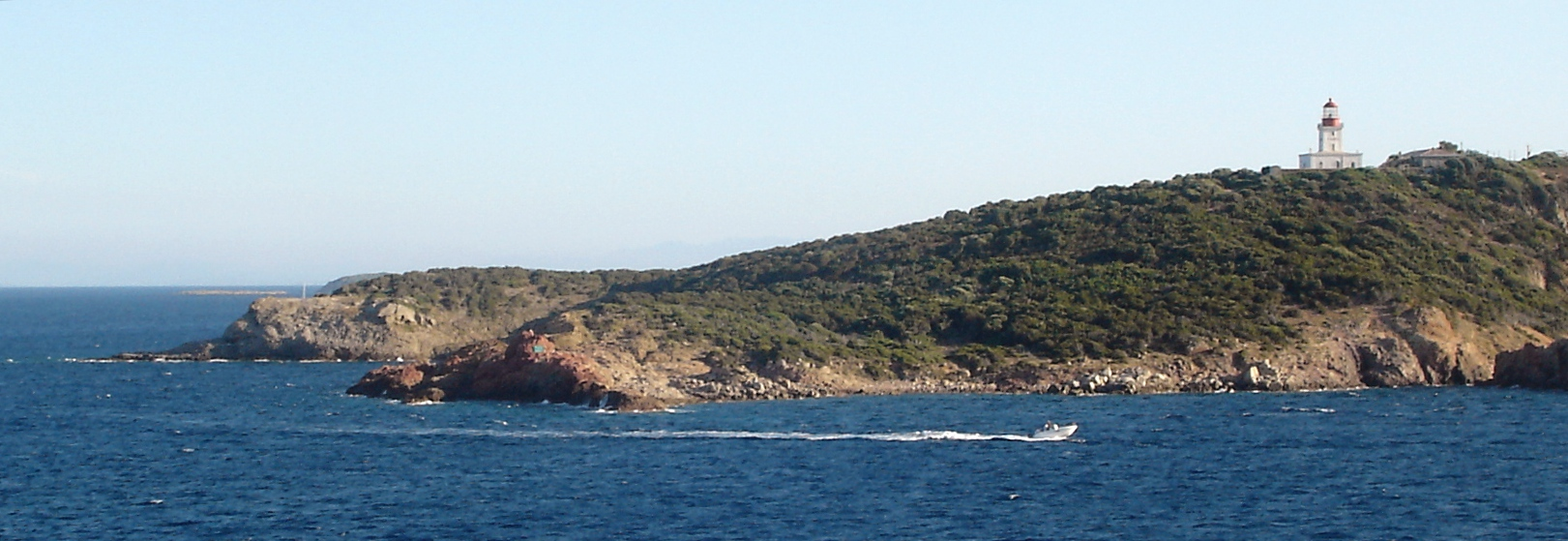
Veduta del faro di Punta Chiappa, presso il quale è ubicata la stazione meteorologica.

La stazione meteorologica di Porto Vecchio-La Chiappa (in corso: Station météorologique de Porto-Vecchio-La Chiappa, in corso: Stazioni meteurologhjca di Portivechju-a Chjappa) è la stazione meteorologica di riferimento per l'Organizzazione Mondiale della Meteorologia relativa all'omonima località costiera lungo la costa sud-orientale della Corsica, nei pressi della città di Porto Vecchio. 

## Coordinate geografiche
La stazione meteo si trova in Corsica, presso il Faro di Punta Chiappa, nei pressi della città di Porto Vecchio, a un'altezza di 68 metri s.l.m. e alle coordinate geografiche 41°36′00″N 9°22′01″E.

## Dati climatologici 1981-2010
In base alla media trentennale 1981-2010, effettivamente calcolata a partire dal 1982, la temperatura media del mese più freddo, febbraio, si attesta a quasi +10,5 °C; quella del mese più caldo, luglio, è di +25,3 °C. Mediamente si contano annualmente 30,8 giorni con temperatura massima eguale o superiore ai 30 °C e 0,3 giorni di gelo.
Le precipitazioni medie annue sono di 647,3 mm, mediamente distribuite in 65 giorni di pioggia, con un picco in autunno ed un minimo tra metà primavera ed inizio autunno, molto accentuato nella stagione estiva. 
| Porto Vecchio-La Chiappa (1981-2010) | Mesi | Mesi | Mesi | Mesi | Mesi | Mesi | Mesi | Mesi | Mesi | Mesi | Mesi | Mesi | Stagioni | Stagioni | Stagioni | Stagioni | Anno  |
| Porto Vecchio-La Chiappa (1981-2010) | Gen  | Feb  | Mar  | Apr  | Mag  | Giu  | Lug  | Ago  | Set  | Ott  | Nov  | Dic  | Inv      | Pri      | Est      | Aut      | Anno  |
| ------------------------------------ | ---- | ---- | ---- | ---- | ---- | ---- | ---- | ---- | ---- | ---- | ---- | ---- | -------- | -------- | -------- | -------- | ----- |
| T. max. media (°C)                   | 13,5 | 13,5 | 15,2 | 17,9 | 21,7 | 25,8 | 29,7 | 29,6 | 26,3 | 21,9 | 17,5 | 14,4 | 13,8     | 18,3     | 28,4     | 21,9     | 20,6  |
| T. min. media (°C)                   | 7,7  | 7,4  | 8,7  | 10,8 | 14,2 | 17,5 | 21,1 | 21,0 | 18,7 | 15,6 | 11,7 | 8,8  | 8,0      | 11,2     | 19,9     | 15,3     | 13,6  |
| Giorni di calura (Tmax ≥ 30 °C)      | 0    | 0    | 0    | 0    | 0,2  | 2,1  | 13,2 | 13,0 | 2,3  | 0,0  | 0,0  | 0,0  | 0,0      | 0,2      | 28,3     | 2,3      | 30,8  |
| Giorni di gelo (Tmin ≤ 0 °C)         | 0,1  | 0,1  | 0,0  | 0,0  | 0,0  | 0,0  | 0,0  | 0,0  | 0,0  | 0,0  | 0,0  | 0,1  | 0,3      | 0,0      | 0,0      | 0,0      | 0,3   |
| Precipitazioni (mm)                  | 58,9 | 63,3 | 70,8 | 71,9 | 46,7 | 15,4 | 5,9  | 9,5  | 45,4 | 85,6 | 95,4 | 78,5 | 200,7    | 189,4    | 30,8     | 226,4    | 647,3 |
| Giorni di pioggia                    | 7    | 8    | 7    | 6    | 5    | 2    | 1    | 2    | 4    | 7    | 8    | 8    | 23       | 18       | 5        | 19       | 65    |

## Temperature estreme mensili dal 1932 ad oggi
Nella tabella sottostante sono riportate le temperature massime e minime assolute mensili, stagionali ed annuali dal 1932 ad oggi, con il relativo anno in cui queste sono state registrate. La massima assoluta del periodo esaminato di +41,0 °C del luglio 1968, mentre la minima assoluta di -2,9 °C è del febbraio 1986.
| Porto Vecchio-La Chiappa (1932-2023) | Mesi        | Mesi        | Mesi        | Mesi        | Mesi        | Mesi        | Mesi        | Mesi        | Mesi        | Mesi        | Mesi        | Mesi        | Stagioni | Stagioni | Stagioni | Stagioni | Anno |
| Porto Vecchio-La Chiappa (1932-2023) | Gen         | Feb         | Mar         | Apr         | Mag         | Giu         | Lug         | Ago         | Set         | Ott         | Nov         | Dic         | Inv      | Pri      | Est      | Aut      | Anno |
| ------------------------------------ | ----------- | ----------- | ----------- | ----------- | ----------- | ----------- | ----------- | ----------- | ----------- | ----------- | ----------- | ----------- | -------- | -------- | -------- | -------- | ---- |
| T. max. assoluta (°C)                | 22,5 (2001) | 23,4 (1980) | 27,0 (2001) | 27,6 (1992) | 31,6 (2022) | 38,4 (1935) | 41,0 (1968) | 40,7 (2021) | 36,0 (2015) | 31,5 (2003) | 26,2 (1985) | 22,6 (2006) | 23,4     | 31,6     | 41,0     | 36,0     | 41,0 |
| T. min. assoluta (°C)                | −2,0 (2017) | −2,9 (1986) | −0,2 (1993) | 3,3 (1979)  | 6,4 (1987)  | 9,6 (1935)  | 13,5 (2000) | 14,1 (1978) | 11,2 (2007) | 5,4 (1974)  | 2,4 (1971)  | 0,0 (2010)  | −2,9     | −0,2     | 9,6      | 2,4      | −2,9 |